# کچاپ
سُس کِچاپ (به انگلیسی: Ketchup) یا سس قرمز نوعی سس است؛ که معمولاً از گوجه فرنگی رسیده تهیه می‌شود. مواد اصلی تشکیل دهنده سس کچاپ امروزی، گوجه فرنگی، سرکه، شکر، نمک، فلفل شیرین، میخک و دارچین می‌باشد. البته گاهی از پیاز، کرفس و ادویه‌های دیگر هم در تهیه سس کچاپ استفاده می‌کنند.

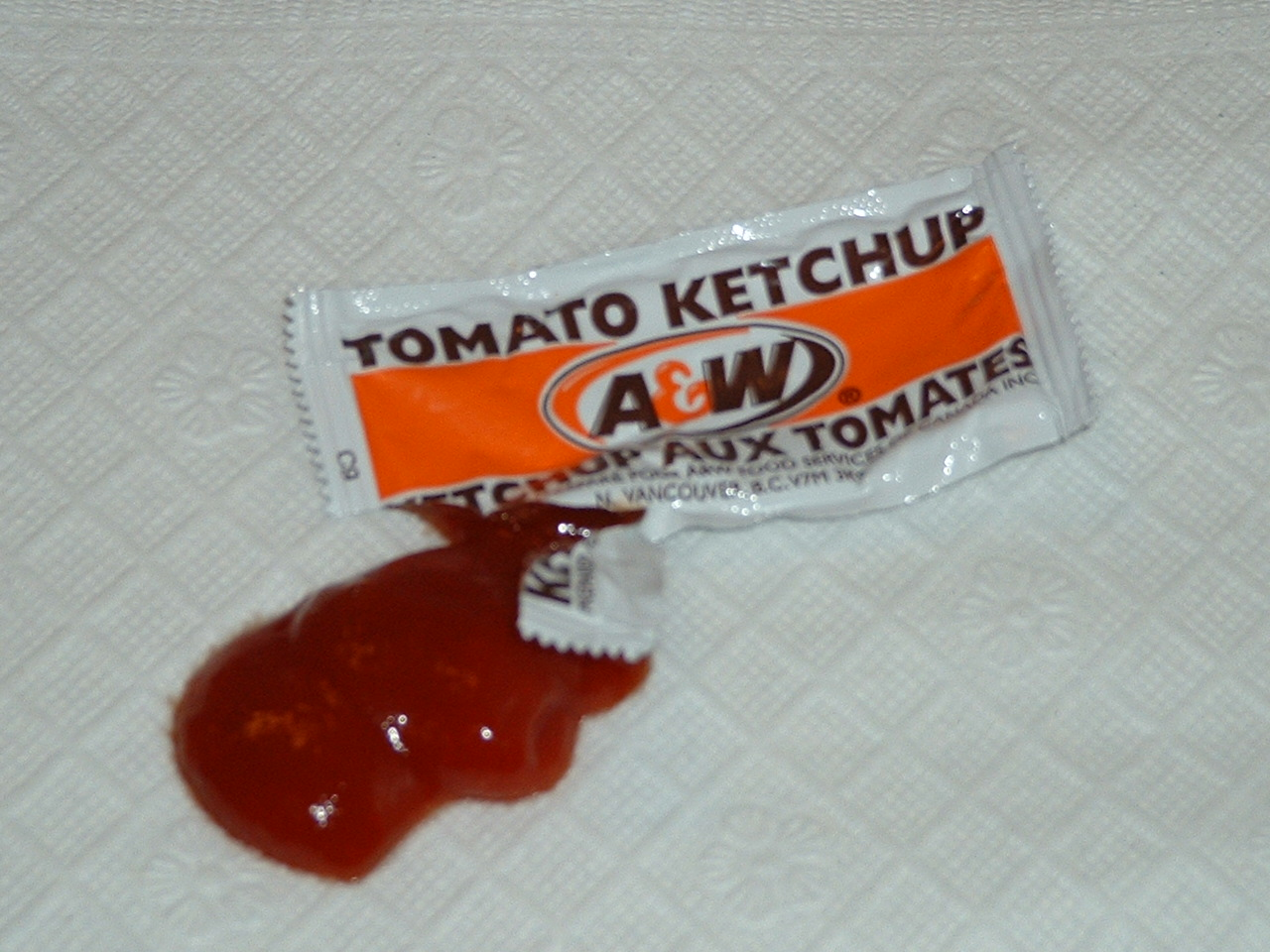
یک سس تک‌نفره کچاپ

سس کچاپ را همیشه از گوجه فرنگی درست نمی‌کنند. در ابتدا سس کچاپ به نوعی سس گفته می‌شد که از قارچ یا ماهی که آن را داخل آب‌نمک گذاشته و با ادویه جات مزه‌دار کرده بودند تهیه می‌شد. برخی از موادی که برای تهیه این سس در قدیم به آن اضافه می‌کردند؛ عبارت بودند از: ماهی کولی، صدف، خرچنگ، گردو، لوبیا قرمز، خیار، لیموترش و انگور.

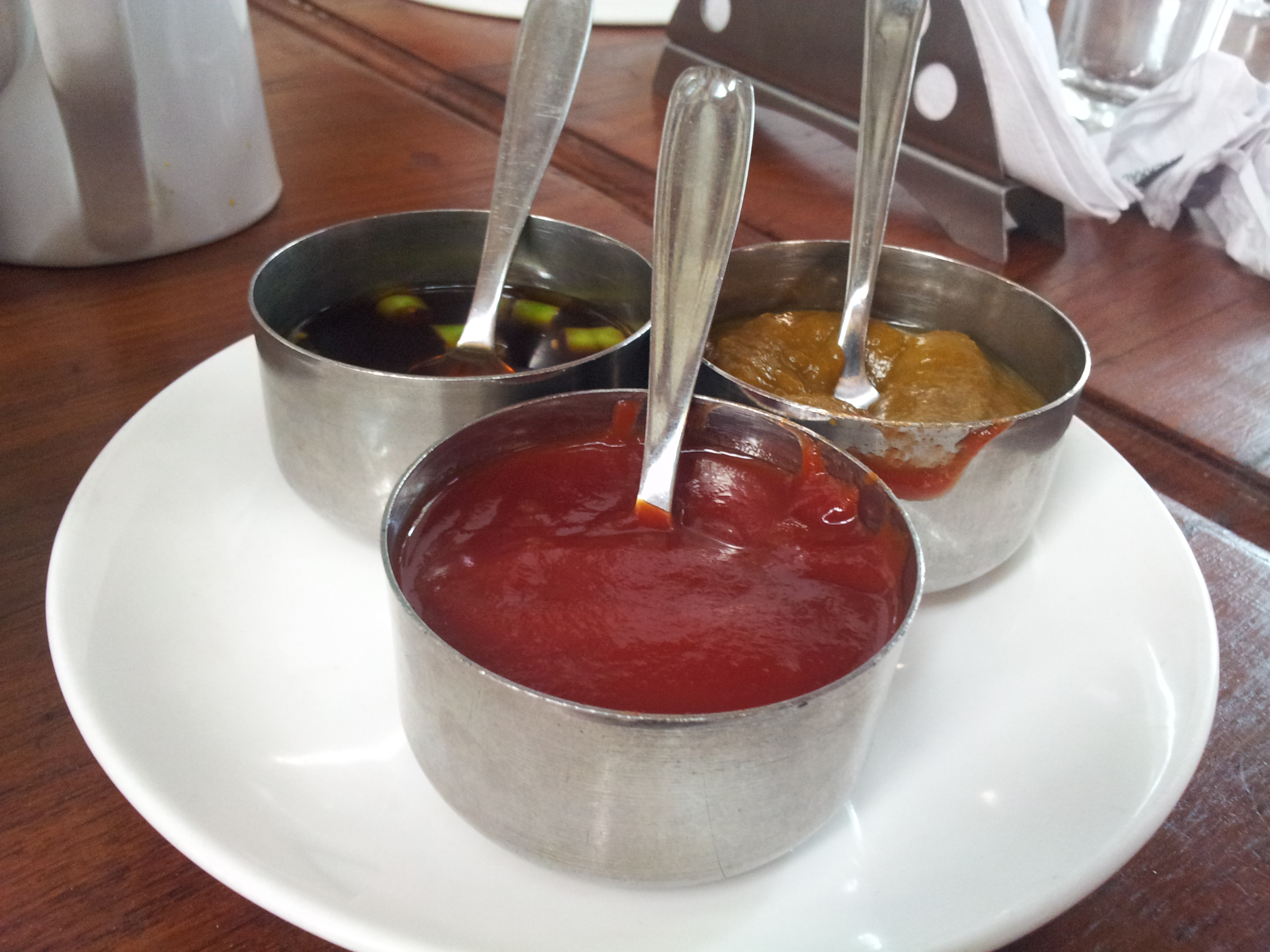

## دستورالعمل قدیمی تهیه سس کچاپ
در دههٔ آغازین قرن ۱۹ میلادی، به هر سسی که با سرکه تهیه می‌شد، سس کچاپ می‌گفتند. با گذشت سالیان متمادی، به تدریج سس کچاپ امروزی محبوبیت خود را به‌دست آورد و آن هم به این دلیل بود که مردمان آمریکا، علاقه خاصی به گوجه‌فرنگی داشتند. البته تا سال ۱۹۱۳ م، در فرهنگ‌های لغت هنوز به جای گوجه‌فرنگی، قارچ ماده اصلی سس کچاپ محسوب می‌شد.

## دستورالعمل تهیه سس کچاپ در قرن ۱۹[۴]
طرز تهیه سس کچاپی که در زیر ملاحظه می‌کنید، از کتابی که در سال ۱۸۰۱ چاپ شده گرفته شده‌است: ـ تعدادی گوجه فرنگی رسیده را بردارید. این گوجه فرنگی‌ها را با دست آنقدر بچلانید تا تنها گوشت گوجه باقی بماند و گوجه کاملاً له شود. سپس مقداری نمک به آن‌ها اضافه نمایید (نیم پوند نمک برای ۱۰۰ عدد گوجه فرنگی) و به مدت دو ساعت گوجه‌های له شده را بپزید.
ـ گوجه‌ها را مرتب بهم بزنید تا ته نگرفته و نسوزد.
ـ زمانی که گوجه‌ها پختند و هنوز داغ هستند، آن‌ها را از یک صافی عبور دهید. با پشت قاشق روی صافی بکشید تا همه گوشت گوجه از صافی عبور کرده و تنها پوست گوجه فرنگی باقی بماند. سپس مقداری پوست جوز، ۳ عدد جوز هندی، فلفل شیرین، میخک، دارچین، زنجبیل و مقداری هم فلفل سیاه برای طعم دادن به گوجه فرنگی، اضافه نمایید.
ـ این مخلوط را روی حرارت قرار دهید تا بجوشد و کاملاً غلیظ شود. مخلوط را مرتباً بهم بزنید.
ـ وقتی سس آماده شد، بگذارید تا کاملاً سرد شود و سپس آن را داخل بطری بریزید.
ـ تعداد ۱۰۰ عدد گوجه فرنگی، چهار تا پنج بطری سس تولید می‌کند که تا مدت‌ها می‌توان از آن استفاده نمود.
نمکی که به گوجه فرنگی اضافه می‌کردند، به عنوان نوعی نگهدارنده و جلوگیری‌کننده از فساد عمل می‌کرد و نسبت به سس‌های امروزی، مزه نسبتاً شوری را به سس کچاپ می‌داد. تهیه سس کچاپ از این جهت اهمیت داشت که مردمان آمریکای شمالی در دهه آغازین قرن ۱۹، از گوجه فرنگی با وجود همه خواص آن استفاده نمی‌کردند، چون اعتقاد داشتند که گوجه فرنگی سمی می‌باشد.
دستورالعمل تهیه سس کچاپ در قرن ۲۰ با استفاده از انگور. این روش را از کتاب آشپزی که در سال ۱۹۰۶ چاپ شده برایتان نقل می‌کنیم. مواد لازم برای تهیه سس کچاپ: یک لیتر آب انگور، یک پاینت (واحد اندازه‌گیری برابر با ۵۶۸/۰ لیتر) سرکه، یک پوند شکر، میخک پودر شده به میزان دلخواه.

## طرز تهیه
همه مواد را با هم مخلوط کرده و روی حرارت بگذارید؛ تا اینکه کاملاً غلیظ شوند. در این کتاب آشپزی طرز تهیه سس کچاپ با استفاده از گوجه فرنگی و خیار هم آمده‌است. در تهیه کچاپ می‌توان از میخک و زنجبیل هم استفاده کرد که مزه متفاوت و دلچسبی به آن می‌دهد همچنین می‌توان از پودر فلفل قرمز و پاپریکا جهت تند کردن آن استفاده کرد.

## سس کچاپ امروزی
فردی به نام هینز اولین کسی بود که سس کچاپ کارخانه‌ای را در سال ۱۸۷۶ میلادی تولید نمود. با وجود بحث و جدل‌هایی که بر سر استفاده از بنزوات سدیم به عنوان ماده نگهدارنده چاشنی‌ها به وجود آمد، سس‌های کچاپ امروزی از سال‌های اول قرن بیستم وارد بازار شدند. آن زمان، محققان استفاده از بنزوات سدیم به منظور نگهداری طولانی مدت از مواد غذایی را ناسالم قلمداد کرده بودند. در جواب آنها، سرمایه‌گذاران در زمینه تولید سس کچاپ، از جمله خود هینز سعی نمودند تا دستورالعمل‌هایی ارائه دهند که نیاز به استفاده از این ماده نگهدارنده از بین برود.
قبل از هینز، سس‌های گوجه فرنگی کچاپ تولیدی آبکی و رقیق بودند. یکی از دلایل رقیق بودن سس‌ها استفاده از گوجه فرنگی‌های نارس برای تهیه سس بود و چون میزان پکتین موجود در این گوجه فرنگی‌ها کم بود، بنابراین سس‌ها رقیق می‌شدند. همچنین در تهیه این سس‌ها سرکه کمتری نسبت به سس‌های امروزی به کار می‌رفت. هینز عنوان کرد که با استفاده از گوجه فرنگی‌های رسیده، دیگر نیازی به بنزوات سدیم برای جلوگیری از فساد و تغییر طعم گوجه نیست. البته به خاطر داشته باشید که برخی کارشناسان عقیده دارند، همین حذف بنزوات سدیم از سس‌های کچاپ بود که سبب تغییرات اساسی در تهیهٔ این نوع سس و تولید سس‌هایی با طعم و مزهٔ امروزی شد.
قبل از «هینز»، سس‌های کچاپ دو طعم داشت: تلخ و نمکی. اما استفاده از گوجه فرنگی رسیده طعم دیگری را هم به انواع سس‌های کچاپ اضافه نمود: شور. بعدها با استفادهٔ بیشتر از سرکه در تهیهٔ این نوع سس طعم ترش و تند هم به طعم‌های قبلی اضافه گردید. زمانی که استفاده از بنزوات سدیم ممنوع شد، طعم شیرین هم ابداع شد.
در قدیم سس کچاپ را از گوجه فرنگی‌های تازه‌ای که همان موقع برداشت شده بود تهیه می‌کردند. امروزه با استفاده از فناوری تبخیر در خلاء، از گوجه فرنگی خمیر غلیظی تهیه می‌کنند که نگهداری از این خمیر حتی در دمای اتاق هم امکان‌پذیر است و فاسد نمی‌شود. این امر به کارخانه‌ها تولید سس گوجه فرنگی امکان می‌دهد که هر موقع سال که بخواهند، سس گوجه تهیه نمایند.

## ابداعات جدید
در قدیم، سس‌های کچاپ را داخل بطری‌های شیشه‌ای می‌ریختند که ریختن آن روی غذا خیلی سخت بود. اگر چه بطری‌های شیشه‌ای، سس را در برابر رطوبت و اکسید شدن حفاظت می‌کردند، اما مشکلات خاصی داشتند که از داخل شیشه به سختی بیرون می‌آمدند. اگر قبل از مصرف شیشه را خوب تکان نمی‌دادند، سس به دیواره شیشه می‌چسبید. فیزیکدانان دلیل این مسئله را به خاطر انبساط سس کچاپ عنوان کردند. بعدها با تولید بطری‌هایی از جنس پلی اتیلن که می‌شد بدنهٔ آن‌ها را فشار داد و با این فشار محتوای بطری به راحتی خارج می‌شد، مشکل استفاده از بطری‌های شیشه‌ای هم برطرف شد.
از سال ۲۰۰۰ م، «هینز» سس‌های کچاپ رنگی به بازار عرضه نموده‌است. در تهیهٔ این سس‌ها، رنگ‌های خوراکی را به سس‌های کچاپ قبلی اضافه می‌کنند. این سس‌ها را در بطری‌های نرم پلاستیکی که راحت‌تر می‌توان آن‌ها را فشرد، بسته‌بندی می‌کنند. از زمانی که سس کچاپ رنگی به بازار آمده میزان استفاده از سس کچاپ افزایش یافته‌است. تخمین زدند که تا آغاز سال ۲۰۰۴م، مصرف این سس‌ها در خانه‌ها و در میان کودکان ۱۲ درصد افزایش یافته‌است. مصرف زیاد سس کچاپی که امروزه با انواع غذاهای آماده به کار می‌رود به دلیل شیرین بودن و همچنین اضافه نمودن نمک به آن برای سلامتی مضر است.

## تاریخچه نام
نام این سس اولین بار در قرن ۱۷ میلادی به فرهنگ لغت کشور بریتانیا وارد شد. از آن زمان بود که در بسیاری از متون ادبی و دیگر کتاب‌ها نام این سس به میان آمد. البته گفته می‌شود که نام این سس را از یکی از گویش‌های چین برگرفته‌اند که نام آن (ke-tsiap) است؛ اگر چه چینی بودن نام این سس مورد بحث قرار گرفته‌است
ـ در فرهنگ چین، منظور از واژهٔ کچاپ، بادمجان یا شکل کوتاه شده‌ای برای واژه گوجه فرنگی است؛ درحالی که منظور از کچاپ، سسی است که از عصاره گوجه فرنگی تهیه می‌شود.
ـ و نیز به کچاپ، ماهی آزاد یا در کل، ماهی گفته می‌شود؛ بنابراین منظور از کچاپ، سس ماهی است.
این‌ها همگی نشان دهنده این امر است که این واژه برگرفته از کشور چین نیست.